# Orthops campestris
Orthops campestris är en insektsart som först beskrevs av Carl von Linné 1758.  Orthops campestris ingår i släktet Orthops, och familjen ängsskinnbaggar. Arten är reproducerande i Sverige.

## Bildgalleri

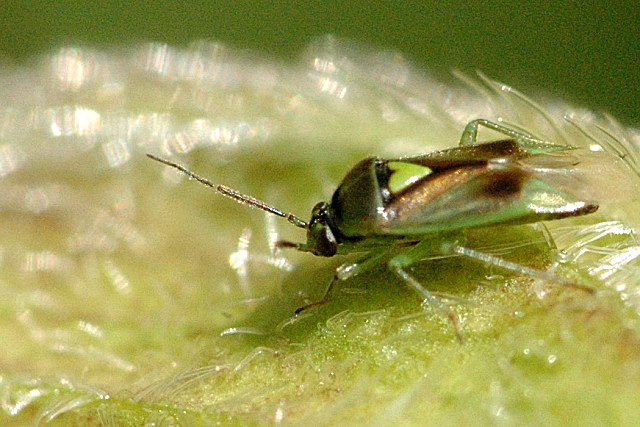